# NBR 14522
A NBR 14522 norma que define o padrão de comunicação entre sistemas de computação e medidores de energia elétrica.

### Comunicação
| Caracteristica | Valor                                                                       |
| -------------- | --------------------------------------------------------------------------- |
| Velocidade     | 9600 Baud ±2%                                                               |
| Tipo           | Assincrono                                                                  |
| Modo           | Bidirecional não simultâneo                                                 |
| Caractere      | 1 start bit - nivel lógico "0" 8 bits de dado 1 stop bit - nível lógico "1" |

### Layout
Representação do bloco de saída serial de usuário estentida e normal.

#### Saída de usuário normal
| bit      | 7                                                                | 6                                                                | 5                                                                | 4                                                                | 3                                                                | 2                                                                | 1                                                                | 0                                                                |
| -------- | ---------------------------------------------------------------- | ---------------------------------------------------------------- | ---------------------------------------------------------------- | ---------------------------------------------------------------- | ---------------------------------------------------------------- | ---------------------------------------------------------------- | ---------------------------------------------------------------- | ---------------------------------------------------------------- |
| Octeto 1 | Numero de segundos ate o fim do intervalo de demanda atual (LSB) | Numero de segundos ate o fim do intervalo de demanda atual (LSB) | Numero de segundos ate o fim do intervalo de demanda atual (LSB) | Numero de segundos ate o fim do intervalo de demanda atual (LSB) | Numero de segundos ate o fim do intervalo de demanda atual (LSB) | Numero de segundos ate o fim do intervalo de demanda atual (LSB) | Numero de segundos ate o fim do intervalo de demanda atual (LSB) | Numero de segundos ate o fim do intervalo de demanda atual (LSB) |
| Octeto 2 | Pulso Energia Reativa Capaticitiva                               | Pulso Energia Reativa Indutiva                                   | Indicador de Intervalor de Reativo                               | Indicador de reposição de demanda                                | Numero de segundos ate o fim do intervalo de demanda atual (MSB) | Numero de segundos ate o fim do intervalo de demanda atual (MSB) | Numero de segundos ate o fim do intervalo de demanda atual (MSB) | Numero de segundos ate o fim do intervalo de demanda atual (MSB) |
| Octeto 3 | Indicador de fim de intervalo de UFER                            | Não utilizado                                                    | Tipo Tarifa                                                      | Tipo Tarifa                                                      | Posto horário                                                    | Posto horário                                                    | Posto horário                                                    | Posto horário                                                    |
| Octeto 4 | Pulso Ativo (LSB)                                                | Pulso Ativo (LSB)                                                | Pulso Ativo (LSB)                                                | Pulso Ativo (LSB)                                                | Pulso Ativo (LSB)                                                | Pulso Ativo (LSB)                                                | Pulso Ativo (LSB)                                                | Pulso Ativo (LSB)                                                |
| Octeto 5 | Pulso Ativo (MSB)                                                | Pulso Ativo (MSB)                                                | Pulso Ativo (MSB)                                                | Pulso Ativo (MSB)                                                | Pulso Ativo (MSB)                                                | Pulso Ativo (MSB)                                                | Pulso Ativo (MSB)                                                | Pulso Ativo (MSB)                                                |
| Octeto 6 | Pulso Reativo (LSB)                                              | Pulso Reativo (LSB)                                              | Pulso Reativo (LSB)                                              | Pulso Reativo (LSB)                                              | Pulso Reativo (LSB)                                              | Pulso Reativo (LSB)                                              | Pulso Reativo (LSB)                                              | Pulso Reativo (LSB)                                              |
| Octeto 7 | Pulso Reativo (MSB)                                              | Pulso Reativo (MSB)                                              | Pulso Reativo (MSB)                                              | Pulso Reativo (MSB)                                              | Pulso Reativo (MSB)                                              | Pulso Reativo (MSB)                                              | Pulso Reativo (MSB)                                              | Pulso Reativo (MSB)                                              |
| Octeto 8 | LRC 8 bits                                                       | LRC 8 bits                                                       | LRC 8 bits                                                       | LRC 8 bits                                                       | LRC 8 bits                                                       | LRC 8 bits                                                       | LRC 8 bits                                                       | LRC 8 bits                                                       |

#### Saída de usuário estendida
| bit      | 7                                                                | 6                                                                | 5                                                                | 4                                                                | 3                                                                | 2                                                                | 1                                                                | 0                                                                |
| -------- | ---------------------------------------------------------------- | ---------------------------------------------------------------- | ---------------------------------------------------------------- | ---------------------------------------------------------------- | ---------------------------------------------------------------- | ---------------------------------------------------------------- | ---------------------------------------------------------------- | ---------------------------------------------------------------- |
| Octeto 1 | Numero de segundos ate o fim do intervalo de demanda atual (LSB) | Numero de segundos ate o fim do intervalo de demanda atual (LSB) | Numero de segundos ate o fim do intervalo de demanda atual (LSB) | Numero de segundos ate o fim do intervalo de demanda atual (LSB) | Numero de segundos ate o fim do intervalo de demanda atual (LSB) | Numero de segundos ate o fim do intervalo de demanda atual (LSB) | Numero de segundos ate o fim do intervalo de demanda atual (LSB) | Numero de segundos ate o fim do intervalo de demanda atual (LSB) |
| Octeto 2 | Posto reativo                                                    | Posto reativo                                                    | Indicador de fim de intervalo de UFER                            | Indicador de reposição de demanda                                | Numero de segundos ate o fim do intervalo de demanda atual (MSB) | Numero de segundos ate o fim do intervalo de demanda atual (MSB) | Numero de segundos ate o fim do intervalo de demanda atual (MSB) | Numero de segundos ate o fim do intervalo de demanda atual (MSB) |
| Octeto 3 | Indicação de tarifa de reativo ativada                           | Não utilizado                                                    | Quadrante                                                        | Quadrante                                                        | Não utilizado                                                    | Não utilizado                                                    | Posto horário                                                    | Posto horário                                                    |
| Octeto 4 | Pulso Ativo (LSB)                                                | Pulso Ativo (LSB)                                                | Pulso Ativo (LSB)                                                | Pulso Ativo (LSB)                                                | Pulso Ativo (LSB)                                                | Pulso Ativo (LSB)                                                | Pulso Ativo (LSB)                                                | Pulso Ativo (LSB)                                                |
| Octeto 5 | Pulso Ativo (MSB)                                                | Pulso Ativo (MSB)                                                | Pulso Ativo (MSB)                                                | Pulso Ativo (MSB)                                                | Pulso Ativo (MSB)                                                | Pulso Ativo (MSB)                                                | Pulso Ativo (MSB)                                                | Pulso Ativo (MSB)                                                |
| Octeto 6 | Pulso Reativo (LSB)                                              | Pulso Reativo (LSB)                                              | Pulso Reativo (LSB)                                              | Pulso Reativo (LSB)                                              | Pulso Reativo (LSB)                                              | Pulso Reativo (LSB)                                              | Pulso Reativo (LSB)                                              | Pulso Reativo (LSB)                                              |
| Octeto 7 | Pulso Reativo (MSB)                                              | Pulso Reativo (MSB)                                              | Pulso Reativo (MSB)                                              | Pulso Reativo (MSB)                                              | Pulso Reativo (MSB)                                              | Pulso Reativo (MSB)                                              | Pulso Reativo (MSB)                                              | Pulso Reativo (MSB)                                              |
| Octeto 8 | CRC (LSB)                                                        | CRC (LSB)                                                        | CRC (LSB)                                                        | CRC (LSB)                                                        | CRC (LSB)                                                        | CRC (LSB)                                                        | CRC (LSB)                                                        | CRC (LSB)                                                        |
| Octeto 9 | CRC (MSB)                                                        | CRC (MSB)                                                        | CRC (MSB)                                                        | CRC (MSB)                                                        | CRC (MSB)                                                        | CRC (MSB)                                                        | CRC (MSB)                                                        | CRC (MSB)                                                        |